# Куцохвостик
Куцохвостик (Macrosphenus) — рід горобцеподібних птахів родини Macrosphenidae. Містить 5 видів.

## Поширення
Кромбеки поширені в Субсахарській Африці.

## Опис
Дрібні птахи, 11-14,5 см завдовжки, вагою 10-22 г. Оперення від коричневого до червонуватого забарвлення з зеленуватим, жовтуватим і сіруватим відтінком. У них досить довгий дзьоб і дуже короткий хвіст, на що вказує українська назва.

## Види
- Куцохвостик рудобокий, Macrosphenus kempi
- Куцохвостик жовтий, Macrosphenus flavicans
- Куцохвостик оливковий, Macrosphenus concolor
- Куцохвостик ангольський, Macrosphenus pulitzeri
- Куцохвостик танзанійський, Macrosphenus kretschmeri